# Noesis
Noesis är en svensk tidskrift startad 1995 och organ för Idéhistoriska föreningen vid Stockholms universitet. Redaktör är för närvarande (2007) Andreas Hellerstedt.